# Ngành Ruột khoang
Động vật ruột khoang hay động vật xoang tràng hoặc ngành Ruột khoang (Coelenterata) là một thuật ngữ đã lỗi thời nhưng vẫn rất phổ biến để chỉ một nhóm cận ngành, cơ thể hình trụ, thường có nhiều tua miệng và là động vật đa bào bậc thấp bao gồm hai ngành động vật theo quan điểm của phát sinh loài, là Ctenophora (sứa lược) và Cnidaria (san hô, sứa thật sự, hải quỳ, san hô lông chim, và các loài có họ hàng gần khác). Tên gọi của đơn vị phân loại này có nguồn gốc từ tiếng Hy Lạp "koilos" ("rỗng"), để chỉ đặc trưng khoang cơ thể rỗng (chưa phân hóa) phổ biến ở hai ngành này. Chúng có các cơ quan, tổ chức mô rất đơn giản, chỉ với hai lớp tế bào, bên ngoài và bên trong, giữa 2 lớp là tầng keo. Động vật ruột khoang thường sống ở biển, số lượng loài của ngành ruột khoang là khoảng 10 nghìn loài.
Một số đại diện của ngành ruột khoang như: thủy tức, san hô, hải quỳ...Trong đó, số lượng cá thể và số lượng loài của san hô lớn hơn cả (khoảng 6 nghìn loài).

## Lịch sử phân loại
Thuật ngữ coelenterata không còn được công nhận là hợp lệ về mặt khoa học, do Cnidaria và Ctenophora đã được đặt ở cấp tương đương ngay dưới giới Metazoa với các ngành động vật khác. Một thuật ngữ duy nhất bao gồm cả hai ngành này nhưng bỏ ra ngoài toàn bộ các đơn vị phân loại cùng cấp khác có thể coi là cận ngành. Tuy nhiên, thuật ngữ coelenterata vẫn còn được sử dụng một cách không chính thức để chỉ cả hai nhóm Cnidaria và Ctenophora.
Phức tạp hóa vấn đề là công trình năm 1997 của Lynn Margulis (sửa đổi lại mô hình trước đó của Giáo sư Sinh học Tiến hóa Thomas Cavalier-Smith) đã đặt hai nhóm Cnidaria và Ctenophora dưới nhánh động vật đối xứng tỏa tròn (Radiata) của phân giới động vật đa bào thật sự (Eumetazoa). (Thuật ngữ sau chỉ tới tất cả các nhóm động vật, ngoại trừ hải miên (Porifera), Trichoplax, và Mesozoa vẫn còn chưa được hiểu rõ.) Tuy chẳng có kiểu gộp nhóm nào được công nhận một cách rộng rãi;, nhưng cả hai nói chung đều được ghi nhận trong các tài liệu về phân loại động vật.